# チャールズ・マクレガー
チャールズ・マクレガー（Charles McGregor、1922年9月1日 - 1996年8月11日）は、アメリカ合衆国の俳優。

## 出演作品
- スーパーフライ Super Fly (1972) - ファット・フレディ 役
- ブレージングサドル Blazing Saddles (1974)